# Club Deportivo Pucallpa
El Deportivo Pucallpa es un club de fútbol del Perú de la ciudad de Pucallpa en el departamento de Ucayali.

## Historia

### Fundación
El club se llamó inicialmente Club Deportivo Cooptrip, acrónimo de la Cooperativa Industrial Triplayera de Pucallpa. En la zona Centro del Regional de 1985 finalizó en tercer lugar logrando clasificar al repechaje para jugar el Descentralizado ante Juventud La Joya de Chancay donde perdió los dos partidos. 

### Ascenso a Primera División
Al año siguiente pasó a llamarse Club Deportivo Pucallpa debido a una disposición de la FPF que decía que los clubes no podían tener nombres comerciales. En ese año ganó el torneo de la Región Oriente siendo luego eliminado en la liguilla por el San Agustín mientras que el Descentralizado finalizó en último lugar de su grupo.
En 1987 clasificó al Torneo Descentralizado tras finalizar en el tercer lugar de la Región Centro superado por Junín y Unión Minas. Mientras participaba en el Descentralizado, bajo la DT. de Víctor Zegarra, fue el último club al que enfrentó Alianza Lima antes de la Tragedia aérea de Ventanilla.
En 1988 los pucallpinos se ubicaron en la sexta casilla en el Torneo Regional de la Zona Centro, siendo relegado a disputar el Descentralizado 'B'. En aquel torneo  se ubicó en la última casilla regresando a la Copa Perú.
En 2014 descendió a la Segunda División de Callería. Al año siguiente no participó del torneo de Segunda distrital y desde entonces no toma parte de torneos oficiales.

## Rivalidades
El club tiene como rivales principales al Sport Loreto y Deportivo Bancos con los que disputa los Clásicos del Fútbol Pucallpino.

## Entrenadores
- Sabino Bártoli (1987)
- Víctor Zegarra (1987)
- Augusto Palacios (1988)

## Datos del club
- Temporadas en Primera División:  4 (1985-1988).
- Mayor goleada conseguida:
  - En campeonatos nacionales de local: Deportivo Pucallpa 5:1 Hospital (2010).
- Mayor goleada recibida:
  - En campeonatos nacionales de local: Deportivo Pucallpa 0:2 Sporting Cristal (25 de enero de 1987).
  - En campeonatos nacionales de visita: Juventud La Joya 8:0 Deportivo Cooptrip (11 de agosto de 1985).

## Palmarés

### Torneos nacionales
| Competición regional                    | Títulos | Subcampeonatos |
| --------------------------------------- | ------- | -------------- |
| Campeonato Regional - Zona Centro (1/0) | 1986.   |                |
| Liga Distrital de Callería (1/0)        | 2011.   |                |